# Mistrzostwa Świata Wojskowych w Maratonie 2010
43. Mistrzostwa Świata Wojskowych w Maratonie – zawody lekkoatletyczne w biegu maratońskim, które odbyły się pod egidą Conseil International du Sport Militaire 31 października 2010 w Atenach.
Zawody przeprowadzono w ramach 28. Athens Classic Marathon. Bieg odbył się w 2500. rocznicę biegu Filippidesa z pola bitwy pod Maratonem do Aten. Athens Classic Marathon wygrali Kenijczyk Raymond Bett oraz Litwinka Rasa Drazdauskaitė.

## Rezultaty
|                     | 1. miejsce                                                         | Rezultat | 2. miejsce              | Rezultat | 3. miejsce     | Rezultat |
| Mężczyźni           | Henryk Szost                                                       | 2:15:28  | Arkadiusz Gardzielewski | 2:15:45  | Francesco Bona | 2:16:49  |
| Mężczyźni drużynowo | Polska · Henryk Szost · Arkadiusz Gardzielewski · Michał Kaczmarek |          | Włochy                  |          | Algieria       |          |
| Kobiety             | Rasa Drazdauskaitė                                                 | 2:31:06  | Monika Drybulska        | 2:48:30  | Helen Willix   | 2:53:01  |
| Kobiety drużynowo   | Stany Zjednoczone                                                  |          | Brazylia                |          | Niemcy         |          |